# Þóra Arnórsdóttir
Þóra Arnórsdóttir, född 18 februari 1975, är en isländsk mediepersonlighet som kandiderade i presidentvalet i juni 2012. Hon har arbetat som journalist och nyhetsredaktör på Ríkisútvarpið.

## Familj
Þóra Arnórsdóttir har tre barn. Hennes far Arnór Hannibalsson är filosof och undervisade i filosofi vid Islands universitet. Hennes farfar Hannibal Valdimarsson var fackförbundsordförande, parlamentsledamot och minister. Hennes farbror Jón Baldvin Hannibalsson var tidigare finansminister och utrikesminister.  Þóras äldre bror är illustratör.